# Ribamontán al Monte
Ribamontán al Monte es un municipio situado en la comarca de Trasmiera de la comunidad autónoma de Cantabria, España.

## Geografía
Limita al norte con Ribamontán al Mar y Bareyo, al oeste con Marina de Cudeyo, al sur con Entrambasaguas y al este con la Hazas de Cesto, Meruelo y Solórzano.
Integrado en la comarca de Trasmiera, la capital, Hoz de Anero, se sitúa a 25 kilómetros de Santander. El término municipal está atravesado por la Autovía del Cantábrico (A-8) y por la carretera nacional N-634, entre los pK 189 y 194, además de por carreteras locales que permiten la comunicación entre las pedanías y con los municipios de Ribamontán al Mar, Bareyo, Meruelo, Hazas de Cesto, Solórzano y Entrambasaguas. 
El relieve del municipio está definido por montañas de baja altura y praderas entre las que discurren pequeños arroyos y el río Pontones, que nace en el interior del territorio y desemboca en el río Miera, el cual hace de límite por noroeste. La altitud oscila entre los 377 metros al este (pico Llusa) y los 20 metros a orillas del río Miera, al noroeste. La capital, Hoz de Anero, se alza a 47 metros sobre el nivel del mar.  
| Noroeste: Ribamontán al Mar              | Norte: Ribamontán al Mar y Bareyo | Nordeste: Meruelo    |
| Oeste: Marina de Cudeyo y Entrambasaguas |                                   | Este: Hazas de Cesto |
| Suroeste: Entrambasaguas                 | Sur: Entrambasaguas               | Sureste: Solórzano   |

## Historia
El municipio perteneció a la Junta de Ribamontán, una de las que formaban la merindad de Trasmiera. La posición a medio camino entre Santander y Laredo hizo recaer en él la capitalidad de facto de la merindad, y por tanto lugar de reuniones de las Juntas Generales de la Merindad, concretamente en el lugar de Hoz de Anero. En 1520, la   Junta de Ribamontán apoyó al corregidor Zambrano durante la Revolución de las Comunidades de Castilla. Como en el resto de la comarca trasmerana, Ribamontán al Monte fue cuna de prestigiosos maestros de la cantería representantes del tardogótico, del clasicismo y del barroco.

## Patrimonio
Por lo que a patrimonio arqueológico respecta, el yacimiento de La Garma, en Omoño, es uno de los yacimientos prehistóricos más importantes de la península ibérica, pues posee restos de actividad humana desde el Paleolítico Inferior hasta la Edad Media.
En cuanto al patrimonio artístico, destacan las iglesias de: Santa María de Toraya (XIV y XV) en Hoz de Anero, San Félix en Anero (XV al XIX), Santa María de las Pilas (siglos XV y XVII), San Martín en Liermo (origen gótico, siglo XV), San Andrés en Omoño (construcción medieval con importantes reformas en el siglo XVIII), San Juan Bautista en Pontones (siglo XV), Santo Tomás (mediados del siglo XVI) en Villaverde de Pontones y por último la iglesia de Nuestra Señora del Rosario en Cubas, que pese a ser del siglo XIX apenas difiere de las construcciones del Barroco.
Destaca este municipio por su arquitectura civil, con grandes casonas y palacios, así como, capillas privadas. 
En Anero: La Torre de Rigada, Palacio de Falla, la Casa de Cagigal.
En Hoz de Anero: Palacio de Movellán, o de Cagigal, la casa regionalista de La Solariega, el Palacio de la Vega, la casona de Don Juan Lomba y el antiguo palacio de Cagigal de la Vega, desde 1905 ocupado por los carmelitas y conocido como el convento del «Santo Desierto de San José de Rigada» declarado BIC.
En Cubas: la casona y capilla de Ceballos del siglo XVII.
En Pontones: la casona del barrio de las Rabias del siglo XVIII.
En Villaverde de Pontones: la Casona de Cagigal (1880-1890), la Casona de Mazarrasa (1756) y el Palacio de Arco-Agüero del siglo XVIII con capilla propia .

### En las pedanías
Dos son los bienes de interés cultural de este municipio:
- El Desierto en Hoz de Anero, con categoría de monumento.
- Cueva de La Garma en Omoño, con categoría de zona arqueológica, y que forma parte del Lugar Patrimonio de la Humanidad, llamado cueva de Altamira y arte rupestre del norte de España.

Además, cuenta con dos bienes de interés local: 
- Casa-palacio de los Mazarrasa, la torre de Corina y los jardines y parque en Villaverde de Pontones.
- Palacio de Arcó, también en Villaverde de Pontones.

Y un bien inventariado, la Casona de Ceballos, con su capilla y portalada en Cubas.

## Demografía
Ribamontán al Monte cuenta con una población de 2547 habitantes (INE 2024).
| Gráfica de evolución demográfica de Ribamontán al Monte entre 1842 y 2021                                                                                                |
| |
| Población de derecho según los censos de población del INE Población de hecho según los censos de población del INEEn este censo se denominaba Rivamontán al Monte: 1842 |

## Administración y política

### Gobierno municipal
José Luis Blanco Fomperosa (PP) ha sido el alcalde del municipio las dos últimas legislaturas (2007 y 2011). El Partido Popular ha perdido la mayoría absoluta en las elecciones municipales de 2015.
| Periodo   | Nombre                     | Partido | Partido                                 |
| --------- | -------------------------- | ------- | --------------------------------------- |
| 2007-2015 | José Luis Blanco Fomperosa |         | Partido Popular (PP)                    |
| 2015-act. | Joaquín Arco Alonso        |         | Partido Regionalista de Cantabria (PRC) |

| Partido político                         | 2023  | 2023  | 2023       | 2019  | 2019  | 2019       | 2015  | 2015  | 2015       | 2011  | 2011  | 2011       | 2007  | 2007  | 2007       | 2003  | 2003  | 2003       |
| Partido político                         | Votos | %     | Concejales | Votos | %     | Concejales | Votos | %     | Concejales | Votos | %     | Concejales | Votos | %     | Concejales | Votos | %     | Concejales |
| Partido Regionalista de Cantabria (PRC)  | 1131  | 70,20 | 9          | 1074  | 69,55 | 9          | 573   | 40,41 | 5          | 351   | 25,20 | 3          | 181   | 12,79 | 1          | 339   | 23,89 | 3          |
| Partido Popular (PP)                     | 296   | 18,37 | 2          | 223   | 14,44 | 1          | 685   | 48,31 | 5          | 819   | 58,79 | 7          | 1021  | 72,16 | 9          | 666   | 46,93 | 6          |
| Partido Socialista Obrero Español (PSOE) | 91    | 5,64  | 0          | 130   | 8,41  | 1          | 140   | 9,87  | 1          | 188   | 13,5  | 1          | 184   | 13,00 | 1          | 181   | 12,76 | 1          |
| Unidad Cántabra (UCn)                    | —     | —     | —          | —     | —     | —          | —     | —     | —          | —     | —     | —          | —     | —     | —          | 152   | 10,71 | 1          |

### Organización territorial
El ayuntamiento incluye las siguientes localidades en su término municipal:
- Anero, 680 habitantes en 2024 (INE).
- Cubas, 390 hab.
- Hoz de Anero (capital), 623 hab.
- Liermo, 25 hab.
- Omoño, 144 hab.
- Las Pilas, 52 hab.
- Pontones, 163 hab.
- Villaverde de Pontones, 470 hab.